# Anthony Colve
Anthony Colve est un capitaine au service de la marine néerlandaise durant la guerre de Hollande. Il fut nommé directeur de Nouvelle-Néerlande en 1673 durant la brève restauration de l'autorité néerlandaise. Il fut ensuite embauché comme troisième gouverneur du New Jersey sous le régime anglais.

## Biographie
Néerlandais de naissance, Anthony Colve était l'un des capitaines sous le commandement bicéphale des amiraux zélandais et hollandais qui étaient chargés d'une mission militaire dans l'Océan Atlantique en 1673 durant la Guerre de Hollande (Troisième guerre anglo-néerlandaise). Il fut nommé Directeur de la colonie néerlandaise lorsque ceux-ci reprirent New York après neuf ans de présence britannique. Le capitaine doit sa promotion à Jacob Binckes de l'amirauté d'Amsterdam et Cornelis Evertsen (1642-1706) de Zélande le 19 septembre 1673. Lorsque les Néerlandais décidèrent d'abandonner une fois pour toutes leur colonie au Traité de Westminster (1674), l'administration Colve prit fin le 9 février 1674. La Nouvelle-Amsterdam avait été renommée New York en 1664 par la force d'occupation anglaise envoyée par le duc de York. Le tandem Binckes-Evertsen avait plutôt choisi de rebaptiser la bourgade La Nouvelle-Orange que de revenir au nominatif néerlandais original. Albany avait quant à elle pris le nom de Willemstadt. Sous son gouvernorat, Anthony Colve avait dû gérer les tensions avec les villages anglais sur l'île de Lange Eyland (Long Island) et retaper les palissades du Fort Amsterdam face à une possible tentative de représailles anglaises.

## Sources
- (en) Cet article est partiellement ou en totalité issu de l’article de Wikipédia en anglais intitulé « Anthony Colve » (voir la liste des auteurs).

## Compléments